# دامینیک اینگلوت
دامینیک اینگلوت (انگلیسی: Dominic Inglot؛ زادهٔ ۶ مارس ۱۹۸۶) یک تنیس‌باز حرفه‌ای سابق اهل بریتانیا است.